# Sinestro (серия комиксов)
Sinestro — серия комиксов, которую в 2014—2016 годах издавала компания DC Comics.

## Синопсис
Синестро лишился дома, семьи и единственного друга. Он пересекается с Лиссой Драк. Вскоре он воссоединяется с Корпусом Жёлтых Фонарей.

## Коллекционные издания
| Название                     | Тип            | Дата выхода     | Собранный материал                                                    | Кол-во страниц | ISBN           |
| ---------------------------- | -------------- | --------------- | --------------------------------------------------------------------- | -------------- | -------------- |
| Vol. 1: The Demon Within     | Мягкая обложка | 7 января 2015   | Sinestro #1-5, Sinestro Futures End #1, Green Lantern #23.4: Sinestro | 168            | 978-1401250508 |
| Vol. 2: Sacrifice            | Мягкая обложка | 8 июля 2015     | Sinestro #5-11, Sinestro Annual #1, Secret Origins #6                 | 192            | 978-1401254865 |
| Vol. 3: Rising               | Мягкая обложка | 10 февраля 2016 | Sinestro #12-15, Lobo #10-11, Convergence: Action Comics #2           | 200            | 978-1401261580 |
| Vol. 4: The Fall of Sinestro | Мягкая обложка | 30 ноября 2016  | Sinestro #16-23                                                       | 232            | 978-1401264659 |

## Реакция

### Отзывы критиков
На сайте Comic Book Roundup серия имеет оценку 7,8 из 10 на основе 167 рецензий. Джесс Шедин из IGN дал дебюту такой же балл и отмечал, что «Банн никогда не пытается оправдать ужасные преступления Синестро или вызвать у него чрезмерное сочувствие». Дженнифер Ченг из Comic Book Resources писала, что рисунки художника «хорошо сочетаются и создают визуальный интерес к дебютному выпуску». Джек Фишер из PopMatters поставил первому выпуску оценку 8 из 10 и назвал главного героя «инопланетной версией Владимира Путина», способной «использовать силу страха, чтобы навести порядок». Дэвид Пепос из Newsarama также дал дебюту 8 баллов из 10 и посчитал, что этот комикс лучше других о Зелёных Фонарях в плане художественной части. Линсди Моррис с того же портала присвоил первому выпуску оценку 7 из 10 и подчеркнул, что «Каллен Банн достаточно хорошо справляется» с дебютом. Кори Шрёдер из Comic Vine вручил первому выпуску 4 звезды из 5 и похвалил то, «как в нём прописан [сам] Синестро».

### Продажи
Ниже представлен график продаж сборников комикса за их первый месяц выпуска на территории Северной Америки.